# پرچم‌های نیروهای مسلح جمهوری اسلامی ایران

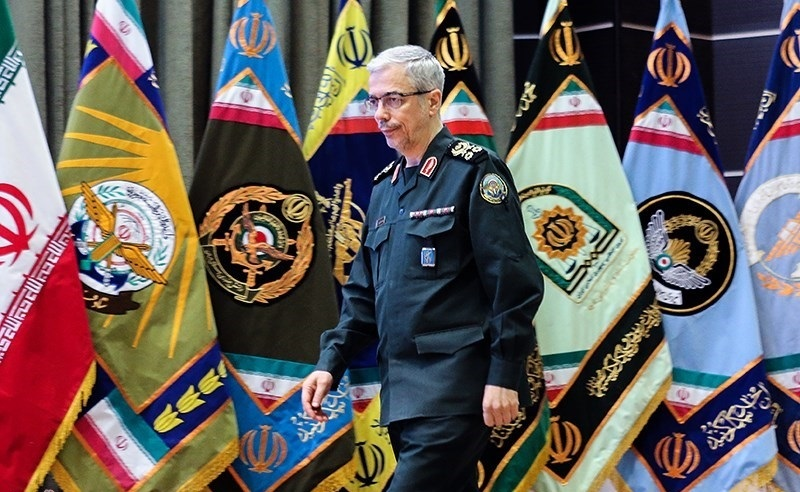
پرچم‌های نیروهای مسلح ایران پشت سر محمد باقری؛ رئیس ستاد کل نیروهای مسلح ایران دیده می‌شوند

هر یک از نیروهای مسلح جمهوری اسلامی ایران، پرچم مختص به خود را دارند. در ساختار نظامی ایران، پرچم‌های مختلف به مناسبت‌های مختلف، در پادگان‌ها، کشتی‌ها، پایگاه‌ها، اردوگاه‌ها و دانشگاه‌های نظامی مختلف مورد استفاده قرار می‌گیرند. 
نیروهای مسلح ایران در ۳ شاخه اصلی سازمان یافته‌اند: ارتش جمهوری اسلامی ایران، سپاه پاسداران انقلاب اسلامی و فرماندهی انتظامی جمهوری اسلامی ایران. هر یک از این سازمان‌ها، نیروها و شاخه‌های نظامی خاص خود را دارند و هر شاخه نیز پرچم‌های خاص خود را دارند.

## پرچم‌های نیروهای مسلح ایران

پرچم ستاد کل نیروهای مسلح ایران [۱]
پرچم ارتش ایران [۲]
پرچم  سپاه  [۳]
پرچم پلیس ایران (فراجا) [۴]
پرچم وزارت دفاع و پشتیبانی نیروهای مسلح ایران [۵]
پرچم وزارت دفاع ایران (منسوخ شده)

## ارتش
ارتش ایران چهار شاخه عمده دارد: نیروی زمینی، نیروی هوایی، نیروی دریایی و نیروی پدافند هوایی

### نیروی زمینی

پرچم نیروی زمینی ارتش ایران (نزاجا) [۶]
پرچم جایگزین نیروی زمینی ارتش ایران [۷]
پرچم هوانیروز ارتش ایران

### نیروی هوایی

پرچم نیروی هوایی ارتش ایران (نهاجا) [۸]
پرچم جایگزین نیروی هوایی ارتش ایران [۹]

### نیروی دریایی

پرچم نیروی دریایی ارتش ایران (نداجا) [۱۰]
پرچم جایگزین نیروی دریایی ارتش ایران [۱۱]

### نیروی پدافند هوایی

پرچم نیروی پدافند هوایی ارتش ایران (پداجا) [۱۲]
پرچم نیروی پدافند هوایی ارتش ایران (پداجا) [۱۳]

### سایر سازمانهای نظامی

پرچم تشریفاتی ارتش ایران [۱۴]
پرچم ستاد مشترک ارتش ایران
پرچم کانون بازنشستگان ارتش
پرچم دبیرخانه اشراف کلی فرماندهی نیروی زمینی ارتش
پرچم سازمان تربیت بدنی ارتش[۱۵]

## سپاه
سپاه پاسداران انقلاب اسلامی پنج شاخه عمده دارد: نیروی زمینی ، نیروی هوافضا ، نیروی دریایی ، نیروی قدس و بسیج . هر یک از این شاخه‌ها پرچم‌های استاندارد و غیر رسمی خود را دارند. 

پرچم  سپاه
پرچم تشریفاتی سپاه [۱۶]

### نیروی زمینی (نزسا)

پرچم نیروی زمینی  سپاه [۱۷]
پرچم نیروی زمینی سپاه - دانشکده علوم و فنون زرهی [۱۸]
پرچم سپاه محمد رسول الله تهران [۱۹]

### نیروی هوافضا (نهسا)

پرچم نیروی هوافضای سپاه [۲۰]
پرچم نیروی هوافضا سپاه (پرچم جایگزین) [۲۱]

### نیروی دریایی (ندسا)

پرچم نیروی دریایی سپاه [۲۲]
پرچم نیروی دریایی سپاه (پرچم جایگزین) [۲۳]

### نیروی قدس

پرچم نیروی قدس سپاه
پرچم نیروی قدس سپاه (پرچم جایگزین)

### بسیج

پرچم بسیج
پرچم بسیج دانشجویی[۲۴]
پرچم بسیج دانش آموزی[۲۵]

## فرماندهی انتظامی

پرچم فرماندهی انتظامی ایران
پرچم قدیمی شهربانی [۲۶]
پرچم پلیس ایران (نسخه کوچک)
پرچم تشریفاتی پلیس ایران [۲۷]
پرچم کمیته انقلاب اسلامی

### معاونت‌های پلیس

پرچم پلیس پیشگیری ناجا [۲۸]
پرچم یگان ویژه ناجا [۲۹]
پرچم پلیس آگاهی ناجا [۳۰]
پرچم هوا ناجا [۳۱]
پرچم پلیس راهنمایی و رانندگی ناجا [۳۲]
پرچم پلیس فضای تولید و تبادل اطلاعات ناجا [۳۳]
پرچم کانون بازنشستگان ناجا [۳۴]

## دانشگاه‌های نظامی

پرچم دانشگاه فرماندهی و ستاد ارتش
پرچم دانشگاه فرماندهی و ستاد سپاه

پرچم دانشگاه افسری امام علی
پرچم دانشگاه علوم و فنون هوایی شهید ستاری (اصلی)
پرچم دانشگاه علوم و فنون هوایی شهید ستاری (تشریفاتی)
پرچم دانشگاه علوم و فنون دریایی امام خمینی (اصلی)
پرچم دانشگاه علوم و فنون دریایی امام خمینی (تشریفات)
مرکز آموزش تخصص‌های دریایی رشت (تشریفات)
پرچم دانشگاه پدافند هوایی خاتم‌الانبیا (اصلی)
پرچم دانشگاه پدافند هوایی خاتم‌الانبیا (تشریفات)
پرچم دانشگاه علوم و فنون فارابی ارتش
پرچم دانشگاه علوم پزشکی ارتش [۳۵]

### نیروی انتظامی

پرچم دانشگاه پلیس امین

## وزارت دفاع و پشتیبانی نیروهای مسلح (ودجا)

پرچم جایگزین وزارت دفاع ایران [۳۶]
پرچم سازمان جغرافیایی نیروهای مسلح[۳۷]

## همچنین ببینید
- پرچم ایران